# Ischnocolus syriacus
Ischnocolus syriacus é uma espécie de aranha pertencente à família Theraphosidae (tarântulas).